# Amir Schelach
Amir Schelach (på hebraisk: אמיר שלח) (født 11. juli 1970 i Tel Aviv, Israel) er en tidligere israelsk fodboldspiller, der spillede som forsvarsspiller. Han var primært tilknyttet Ligat ha'Al-klubben Maccabi Tel Aviv, men havde også ophold hos Beitar Jerusalem, Hapoel Haifa og Maccabi Netanya.
Schelach vandt i sin tid hos Maccabi Tel Aviv tre israelske mesterskaber og én pokaltitel.

## Landshold
Schelach spillede mellem 1992 og 2001 hele 85 kampe for Israels landshold. Hans første kamp var et opgør den 12. februar 1992 mod SNG.

## Titler
Israelske Mesterskab
- 1992, 1995 og 1996 med Maccabi Tel Aviv

Israelske Pokalturnering
- 1993 med Maccabi Tel Aviv